# Holter Wald
Das Naturschutzgebiet Holter Wald ist ein großes, zusammenhängendes Waldgebiet am Ostrand der Westfälischen Bucht. Es liegt mit einer Größe von 613,14 ha auf dem Gebiet der Stadt Schloß Holte-Stukenbrock im Kreis Gütersloh. Die Unterschutzstellung erfolgte am 16. Oktober 2008, das Gebiet wird mit der Nummer GT-040 geführt.
Der Holter Wald ist ein bevorzugtes Naherholungsgebiet für Einwohner der umliegenden Städte und Gemeinden und ist zu großen Teilen als Landschaftsschutzgebiet ausgewiesen. Er wird von Osten nach Westen von den Sennebächen Landerbach (im Norden des Holter Waldes), Ölbach (im Zentrum) und Rodenbach (im Süden) durchflossen. Der Untergrund besteht nahezu ausschließlich aus sandigen Böden, wie sie für die Senne-Landschaft typisch sind. Daher ist überwiegend ein senne-typischer Baumbestand, bestehend aus Kiefern, Eichen und Buchen, vorherrschend. In unmittelbarer Ufernähe der Bäche und Gewässer sind auch feuchtigkeitsliebende Baumarten wie Erlen und Eschen anzutreffen.

## Beliebte Anlaufpunkte
- Jagdschloss Holte (1556 durch Bernhard von der Lippe total zerstört, danach neu aufgebaut und 1616 vollendet, denkmalgeschützt)
- 1000-jährige Eiche (Wappenbaum im Stadtwappen von Schloß Holte-Stukenbrock)
- Tenge-Villa (denkmalgeschützt)
- Sammelteich mit anliegendem Naturlehrpfad, Sportanlage und Feuchtbiotop
- Forsthaus Schloß Holte
- Mühlgrund (Einrichtung für Behinderte der v. Bodelschwinghschen Anstalten Bethel [Bielefeld] mit historischer Ölmühle und Mühlrad sowie „Mühlcafé“)

## Der Holter Wald als FFH-Gebiet
315 ha des Naturschutzgebiets sind gleichzeitig Fauna-Flora-Habitat (FFH)-Gebiet. Begründet wird dies unter anderem mit dem Vorkommen seltener Tierarten, wie zum Beispiel dem Schwarzspecht, Eisvogel und diverser Fledermausarten sowie durch das Vorkommen kleinflächiger Moorböden mit der für sie typischen Vegetation. Dadurch fungiert der Holter Wald als so genanntes Trittsteinbiotop in der ansonsten waldarmen Westfälischen Bucht.
Hauptziele der Fauna-Flora-Habitat-Richtlinie im Hinblick auf den Holter Wald sind eine naturnahe Waldbewirtschaftung, die Erhaltung von Höhlenbäumen als Nistplatz seltener Vogelarten sowie die naturnahe Erhaltung der Fließ- und Stillgewässerabschnitte von Ölbach und Landerbach.